# Petrocosmea sinensis
Petrocosmea sinensis är en tvåhjärtbladig växtart som beskrevs av Oliver. Petrocosmea sinensis ingår i släktet Petrocosmea och familjen Gesneriaceae. Inga underarter finns listade i Catalogue of Life.